# 姚鼎
姚鼎（1456年—？），字重器，陝西西安府咸寧縣（今屬西安市）人，明朝政治人物。

## 生平
陝西鄉試第三十九名，弘治六年（1493年）癸丑科進士第三甲第一百六十七名。未仕。

## 家族
曾祖姚從禮；祖父姚永；父姚蓂，母周氏；繼母蕭氏。慈侍下。弟姚鼐。